# Freiherr

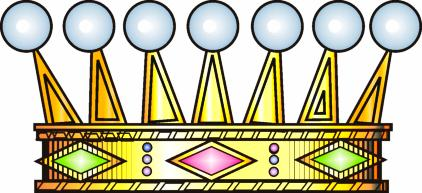
Uma coroa de um Freiherr, na forma utilizada em cota de armas.

Freiherr (no feminino, Freifrau e Freiin) é uma palavra germânica que designa um título nobiliárquico germânico, inicialmente usado no Sacro Império Romano-Germânico (em alemão: Heiliges Römisches Reich, HRR), ou em seus vários estados sucessores, tais como Prússia, Baviera, Württemberg, Hesse, etc.
Nestes estados sucessores, no Império Austro-Húngaro e em outras nações, tais como nos Países Bálticos e na Escandinávia, e também nos territórios que estiveram sob o domínio dos von Habsburg, como a Áustria, a Hungria, o Liechtenstein, as terras eslavas e uma parte da Suíça, freiherr era considerado equivalente ao título de barão. Sua tradução literal no alemão, é Senhor Livre. A distinção original para outros barões estrangeiros é que as terras de um freiherr eram de caráter alodial (patrimonial), em vez de serem um feudo. A partir do século XV, o título também foi atribuído a membros da nobreza, sem que estivesse ligado ao governo de um território ou a qualquer função pública, somente como grau de nobreza.
Em 1919, o título nobiliárquico de freiherr e todos os outros títulos da nobreza alemã, passaram a ser considerados como parte integrante do sobrenome dos titulares e de seus descendentes que ainda residiam na Alemanha.